# Streetlight Manifesto
Streetlight Manifesto er et amerikansk skapunkband fra New Jersey. Bandet begyndte som en sammenslutning af medlemmer fra to andre populære skapunkbands – Catch 22 og One Cool Guy. Bandet blev dannet allerede i 2001, men deres debutplade Everything Goes Numb udkom først i 2003. Alle sangene bliver skrevet af sanger og guitarist Tomas Kalnoky. 
De fleste af bandets medlemmer er også med i sideprojektet Bandits of The Acoustic Revolution, også forkortet Botar.

## Diskografi
- Everything Goes Numb (2003)
- Keasbey Nights (2006)
- Somewhere in the Between (2007)
- 99 Songs of Revolution: Vol. 1 (2010)
- The Hands That Thieve (2013)